# Sisquer
Sisquer, również: Cisquer – miejscowość w Hiszpanii, w Katalonii, w prowincji Lleida, w comarce Alt Urgell, w gminie La Vansa i Fórnols.
Według danych INE w 2020 roku liczyła 15 mieszkańców – 10 mężczyzn i 5 kobiet. 